# 明德北街街道
明德北街街道，是中华人民共和国河北省张家口桥西区下辖的一个乡镇级行政单位。

## 行政区划
明德北街街道下辖以下地区：
蒙古营社区、营城子社区、中学街社区、西沙河社区、清河园社区和附属医院社区。